# Burrard Street

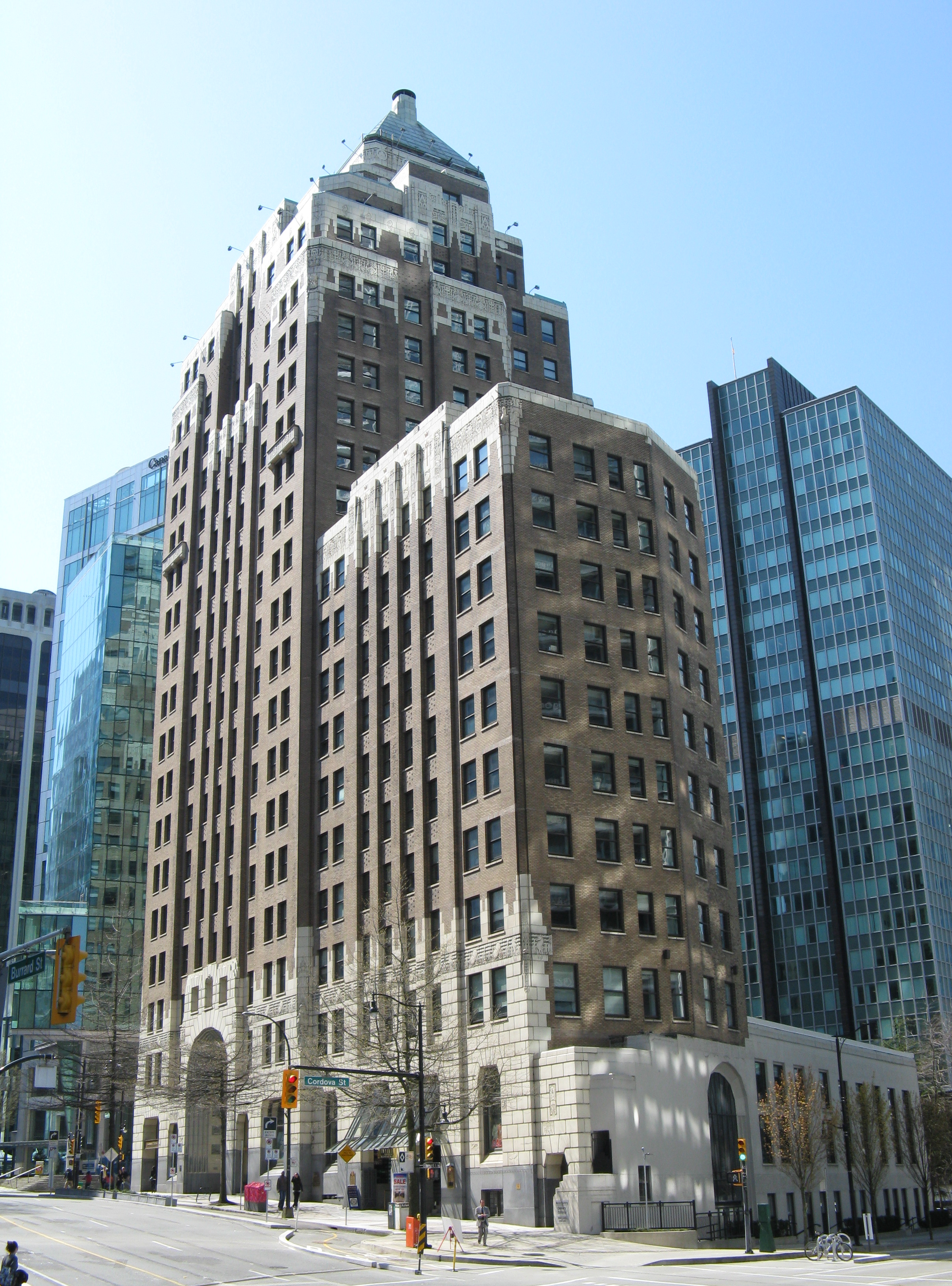
Il Marine Building su Burrard Street

Burrard Street è una delle principali vie di Vancouver, in Canada. Si trova al centro di downtown e del distretto finanziario. Prende il nome dal Burrard Inlet situato alla sua estremità settentrionale. La via parte dal Canada Place, sul Burrard Inlet, e corre poi verso sudovest attraverso downtown, passando il False Creek col Burrard Bridge. L'incrocio fra Burrard e Georgia Street viene considerato il centro di downtown; l'incrocio fra Burrard e Robson Street, invece, è noto per i negozi di lusso.
Fra i luoghi di interesse situati in Burrard Street si possono citare il Marine Building, un capolavoro di art déco del 1930; il ponte, anch'esso con elementi art déco; il celebre Canada Place (una delle icone della città); e l'ospedale di St. Paul, uno dei più antichi di Vancouver (1894).
La strada è servita dallo SkyTrain.